# Antoine Marcourt
Antoine Marcourt (Piccardia, 1485 circa – Saint-Julien-en-Genevois, 1561) è stato un religioso francese.

## Biografia
Studiò alla Sorbona di Parigi, aderendo alle idee riformate. Trasferitosi a Neuchâtel, in Svizzera, vi divenne il primo pastore nel 1531, continuando la sua polemica contro il cattolicesimo attraverso lo scritto Le livre des marchans, del 1533, e facendo stampare e diffondere nel 1534 in Francia i famosi Placards (Manifesti) contro la messa, che provocarono la reazione anti-protestante di Francesco I, che costrinse all'esilio molti riformati francesi, tra i quali Calvino. 
Chiamato a esercitare l'ufficio di pastore a Ginevra nel 1538, venne a contrasto con i magistrati della città, lasciando l'incarico nel 1540 e trasferendosi definitivamente a Saint-Julien-en-Genevois.